# East Mountain (Texas)
East Mountain est une ville située à la frontière des comtés de Gregg et Upshur, au Texas, aux États-Unis,.

## Démographie
Lors du recensement de 2010, la ville comptait une population de 797 habitants. Elle est estimée, en 2016, à 823 habitants.

### Source de la traduction
- (en) Cet article est partiellement ou en totalité issu de l’article de Wikipédia en anglais intitulé « East Mountain, Texas » (voir la liste des auteurs).